# 나블루스 치즈
나블루스 치즈(아랍어: جبن نابلسي 주븐 나불시이[*], جبنة نابلسية 주브나 나불시야[*])는 팔레스타인의 나블루스와 주변 서아시아 지역에서 생산되는 양젖 치즈이다. 단순히 나불시(아랍어: نابلسي 나불시이[*])로도 불린다. 양젖 대신 염소젖을 쓰거나, 양젖과 염소젖을 섞어 만들기도 한다. 만들 때 매스틱과 마흘랍으로 향을 내며, 흑쿠민을 뿌리기도 한다.

## 같이 보기
- 악카 치즈
- 아랍 치즈
- 주브나 바이다